# プリシラ・フレデリック
プリシラ・フレデリック（Priscilla Frederick、1989年2月14日 - ）は、アンティグア・バーブーダの陸上競技選手、専門は走高跳。アメリカ合衆国ニューヨーク州ニューヨーク市クイーンズ区出身。父親がアンティグア・バーブーダ生まれのため、双方の国籍を共に持っている。2012年より後、アンティグア・バーブーダの選手として陸上競技に出場し活躍するようになった。2016年のリオデジャネイロオリンピックの女子走高跳に初出場した。2019年現在、女子走高跳のアンティグア・バーブーダ国内記録保持者である。

## 主な戦績
| 年   | 大会                           | 開催地           | 種目   | 順位            | 記録  | 備考     |
| ---- | ------------------------------ | ---------------- | ------ | --------------- | ----- | -------- |
| 2014 | コモンウェルスゲームズ         | グラスゴー       | 走高跳 | 予選敗退 (13位) | 1.81m |          |
| 2014 | 中央アメリカ・カリブ海競技大会 | ベラクルス       | 走高跳 | 準優勝          | 1.83m |          |
| 2015 | パンアメリカン競技大会         | トロント         | 走高跳 | 準優勝          | 1.91m | 国内記録 |
| 2015 | 北中米カリブ陸上競技選手権大会 | サンホセ         | 走高跳 | 準優勝          | 1.88m |          |
| 2015 | 世界陸上競技選手権大会         | 北京             | 走高跳 | 予選敗退 (22位) | 1.85m |          |
| 2016 | オリンピック                   | リオデジャネイロ | 走高跳 | 予選敗退 (28位) | 1.89m |          |
| 2018 | コモンウェルスゲームズ         | ゴールドコースト | 走高跳 | 5位             | 1.87m |          |
| 2019 | パンアメリカン競技大会         | リマ             | 走高跳 | 準優勝          | 1.87m |          |

## 記録
| 種目   | 記録  | 年月日        | 場所     | 備考 |
| ------ | ----- | ------------- | -------- | ---- |
| 走高跳 | 1.91m | 2015年7月22日 | トロント |      |